# Kathedrale von Mérida (Mexiko)

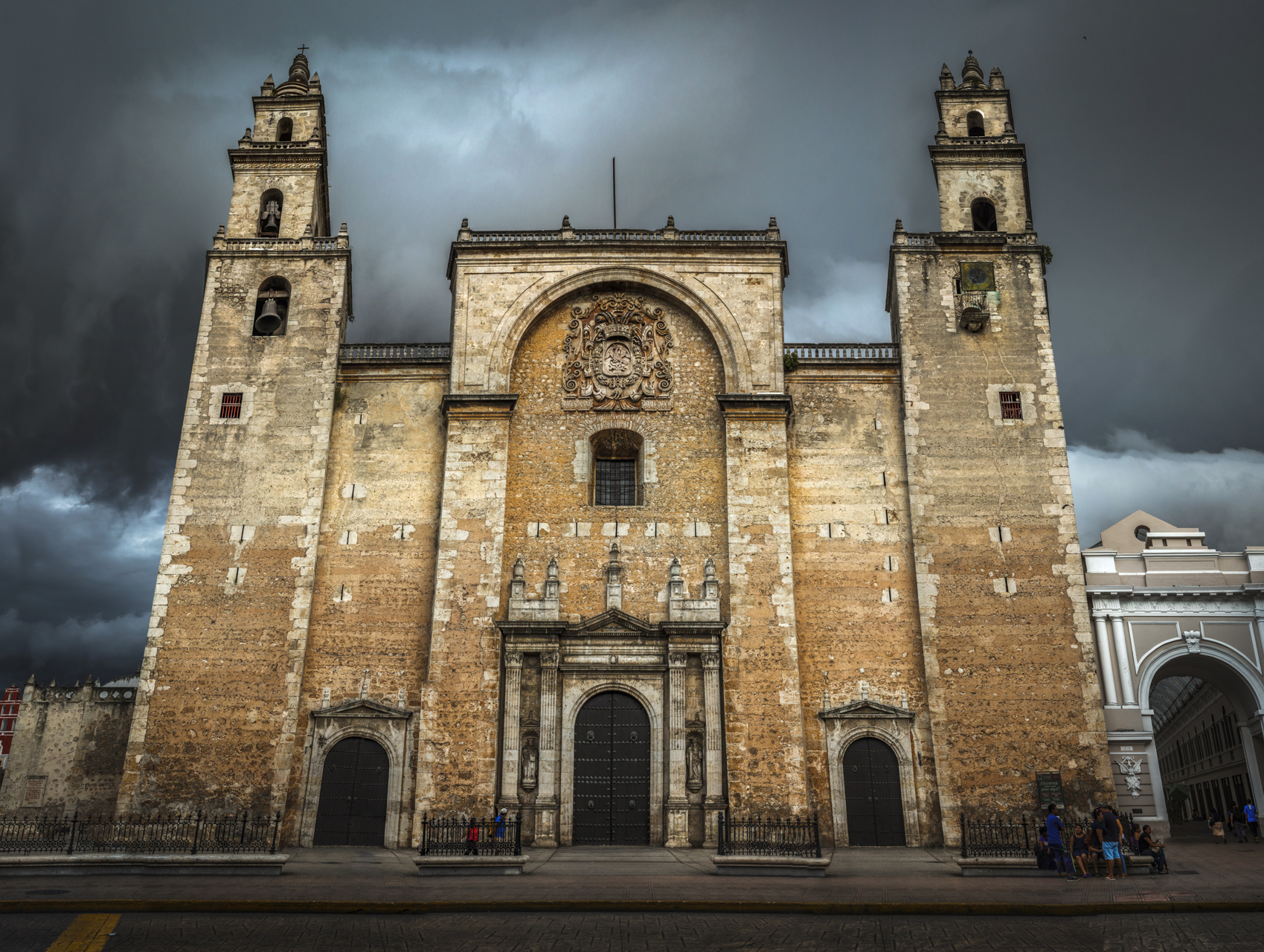
Kathedrale von Mérida

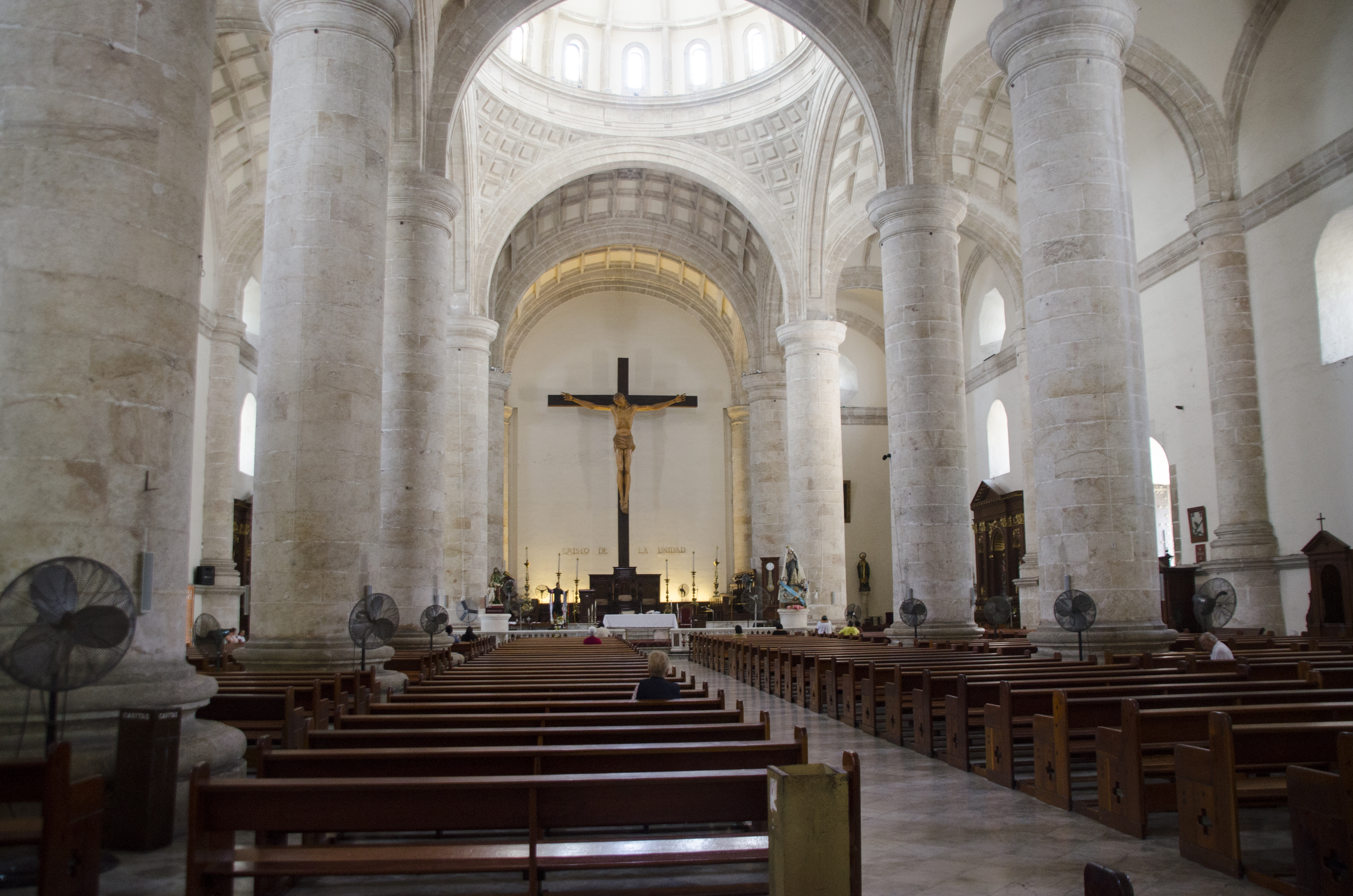
Langhaus der Kathedrale

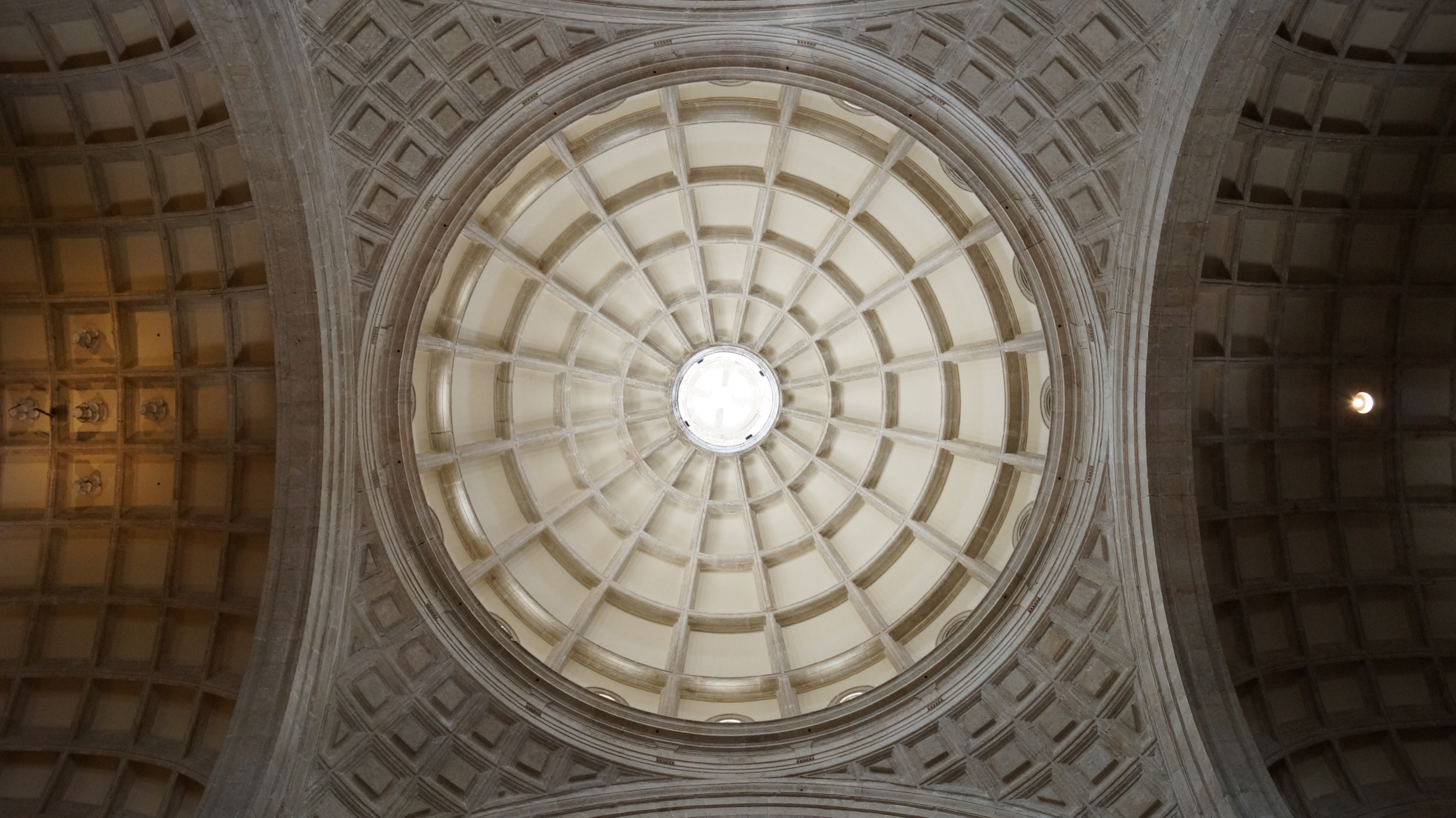
Vierungskuppel

Die Kathedrale von Mérida (spanisch Catedral de San Ildefonso de Yucatán oder auch nur Catedral de Yucatán) ist die Bischofskirche des im Jahr 1561 von Papst Pius IV. gegründeten Bistums Yucatán in der mexikanischen Großstadt Mérida. Sie gilt als einer der ältesten erhaltenen Kirchenbauten des Landes und ganz Amerikas.

## Lage
Die Kathedrale liegt am nur etwa 10 m hoch gelegenen Hauptplatz der Stadt (Plaza Grande). Der Gouverneurspalast (Palacio del Gobierno) mit Wandbildern (murales) von Fernando Castro Pacheco befindet sich in unmittelbarer Nachbarschaft; die sehenswerte Fassade des Palastes der Stadtgründerfamilie (Casa de Montejo) ist nur etwa 120 m entfernt.

## Geschichte
Die Halbinsel Yucatán wurde nicht von Hernán Cortés erobert, sondern in den Jahren 1526 bis 1535 von Vater und Sohn Francisco de Montejo. Letzterer gründete im Jahr 1542 durch Umbenennung der alten Maya-Siedlung Ti’ho’ die Stadt Mérida. Wahrscheinlich entstand zu dieser Zeit auch eine erste Kirche, doch erst mit der Errichtung des Bistums Yucatán im Jahr 1561 wurde der Bau einer Kathedrale notwendig. Diese wurde im Jahr 1598 fertiggestellt und danach kaum mehr verändert. Auf dem Hintergrund des Kastenkrieges erstürmte eine Menschenmenge am Abend des 24. September 1915 den Bau und zerstörte große Teile der Ausstattung.

## Architektur

### Fassade
Während die mehrfach unterteilte Fassade insgesamt aus dem nur grob behauenen Kalksteinen der Region errichtet wurde, bestehen die Ecksteine aus deutlich besserem Steinmaterial. Die drei Portale mit ihren Dreiecksgiebeln sind sogar aus hellem Marmor gefertigt; die insgesamt vier seitlichen Pilaster des Mittelportals sind mit Kanneluren versehen. Im halbrunden Giebelfeld des Mittelbogens prangte ursprünglich ein spanisches Königswappen, welches im 19. Jahrhundert durch das Wappen Mexikos ersetzt wurde. Die beiden Glockentürme (campanarios) haben kleinere seitlich platzierte Aufsätze.

### Kirchenschiff
Das Innere der Kathedrale misst ca. 67 m in der Länge und 31 m in der Breite; die Höhe der Gewölbe beträgt ca. 22 m; die Kuppel, eine der ersten in der Neuen Welt, hat eine Höhe von ca. 33,50 m. Alle drei Schiffe der Kirche sind gleich hoch („Hallenkirche“); sie sind durch exakt bearbeitete Rundpfeiler ohne Kapitell voneinander getrennt. Die Gewölbe der Seitenschiffe sind kuppelartig und mit Pendentifs versehen; diejenigen des Mittelschiffs, des Chorbereichs sowie links und rechts der auf einem durchfensterten Tambour ruhenden Kuppel sind – ebenso wie diese selbst – durch Kassettierungen hervorgehoben. Den oberen Abschluss der Kuppel bildet eine Laterne.
Die von Säulen mit Kapitellen getragene Orgeltribüne im Eingangsbereich ist eine spätere Hinzufügung.

## Bedeutung
Die Kathedrale von Mérida ist um einige Jahrzehnte älter als andere Großkirchen Mexikos. Ihre außen wie innen eher schlichte und schmucklose Erscheinung steht am Beginn der Kirchenbaukunst Mittel- und Südamerikas.